# Medientage München
Die Medientage München sind eine jährlich stattfindende Konferenz der Medien- und Kommunikationsbranche mit angeschlossener Messe. An den Medientagen nehmen rund 5.000 Teilnehmer teil.

## Geschichte
Die Medientage München wurden im Jahre 1987 unter Wolf-Dieter Ring und Edmund Stoiber (damals beide in der Staatskanzlei) im Auftrag der bayerischen Staatsregierung gegründet. Die Veranstaltung sollte private Hörfunk- und Fernsehanbieter, Zeitungs- und Zeitschriftenverlage mit den öffentlich-rechtlichen Sendeanstalten zu einer gemeinsamen Diskussion zusammenführen. Die behandelten Themen reichen von medienpolitischen Aspekten über Werbung, Vermarktung und Fragen der Programmqualität bis hin zum Jugendschutz. Die Medien.Bayern GmbH (vormals: Medientage München GmbH) ist seit 1999 Veranstalter der Konferenz. Die Gesellschaft ist eine hundertprozentige Tochter der Bayerischen Landeszentrale für neue Medien (BLM).

## Medienmesse
Auf der begleitenden Messe präsentieren sich Unternehmen, Institutionen und Initiativen aus der Medien- und Kommunikationsbranche. Seit 2022 ergänzt zudem die Media For You, die Career-Erlebnismesse für Schüler und Studierende, den Expobereich der Veranstaltung. Hier sind Medienausbildungsstätten, Journalistenschulen sowie Arbeitgeber der Medienbranche zu finden. Nachwuchskräfte können sich über die Aus- und Weiterbildung in der Medienbranche informieren.

## Weitere Veranstaltungen
Zu den Rahmenveranstaltungen gehört die „Nacht der Medien“.
Neben dem Branchentreffpunkt Medientage München zeichnet die Medien.Bayern GmbH für weitere Veranstaltungen der Kommunikationsbranche verantwortlich - Medientage Specials zu verschiedenen Themen der Medienbranche, bei der Programm-Konzeption und Durchführung des DLM-Symposiums sowie seit 2017 für die Lokalrundfunktage, den Mobile Media Day und der Transforming Media. In der Vergangenheit wurden außerdem die Audiovisual Media Days (AVMD), der Kongress für Bewegtbild in Medien, Marketing und Corporate Communications veranstaltet und die Gaming-Veranstaltung Munich Gaming.